# Trouble: Norwegian Live EP
 (janvier 2024).
Si vous disposez d'ouvrages ou d'articles de référence ou si vous connaissez des sites web de qualité traitant du thème abordé ici, merci de compléter l'article en donnant les références utiles à sa vérifiabilité et en les liant à la section « Notes et références ».
Albums de Coldplay
Sparks (EP)
(2000) A Rush of Blood to the Head
(2002)
Trouble: Norwegian Live EP est un EP du groupe de rock anglais Coldplay sorti en 2001. Il comprend 5 pistes enregistrées en concert au Rockefeller Music Hall (en) à Oslo.

## Liste des titres
1. Trouble – 4:36
2. Shiver – 5:44
3. Sparks – 3:54
4. Yellow – 5:02
5. Everything's Not Lost – 6:03